# Sjoestedtacris acutifrons
Sjoestedtacris acutifrons är en insektsart som beskrevs av Baehr 1992. Sjoestedtacris acutifrons ingår i släktet Sjoestedtacris och familjen gräshoppor. Inga underarter finns listade i Catalogue of Life.